# Conotrachelus striatus
Conotrachelus striatus – gatunek chrząszcza z rodziny ryjkowcowatych.

## Zasięg występowania
Ameryka Południowa, występuje w Argentynie, Paragwaju oraz Urugwaju.

## Budowa ciała
Ciało lekko wydłużone, pękate. Przednia krawędź pokryw nieznacznie szersza od przedplecza, boczne krawędzie lekko rozszerzają się w środkowej części. Na ich powierzchni wyraźne, bardzo gęste podłużne żeberkowanie oraz punktowanie. Przedplecze okrągławe w zarysie w tylnej części, z przodu nieznacznie zwężone, gęsto punktowane na całej powierzchni.
Ubarwienie ciała czarne, połyskujące.